# Saint-Sauveur-lès-Bray
Pour les articles homonymes, voir Saint-Sauveur.
Saint-Sauveur-lès-Bray est une commune française située dans le département de Seine-et-Marne en région Île-de-France.

## Géographie

### Localisation
Le village est situé à 17 km au sud-est de Provins et à 3,5 km au nord-ouest de Bray-sur-Seine.

### Communes limitrophes
| Luisetaines       | Les Ormes-sur-Voulzie  |                |
| Vimpelles         | Saint-Sauveur-lès-Bray |                |
| Bazoches-lès-Bray |                        | Mouy-sur-Seine |

### Géologie et relief
La commune est située dans la plaine alluviale boisée et marécageuse de la Bassée. L'altitude varie de 50 mètres à 58 mètres pour le point le plus haut , le centre du bourg se situant à environ 55 mètres d'altitude (mairie)
.
Elle est classée en zone de sismicité 1, correspondant à une sismicité très faible.

### Hydrographie

#### Réseau hydrographique

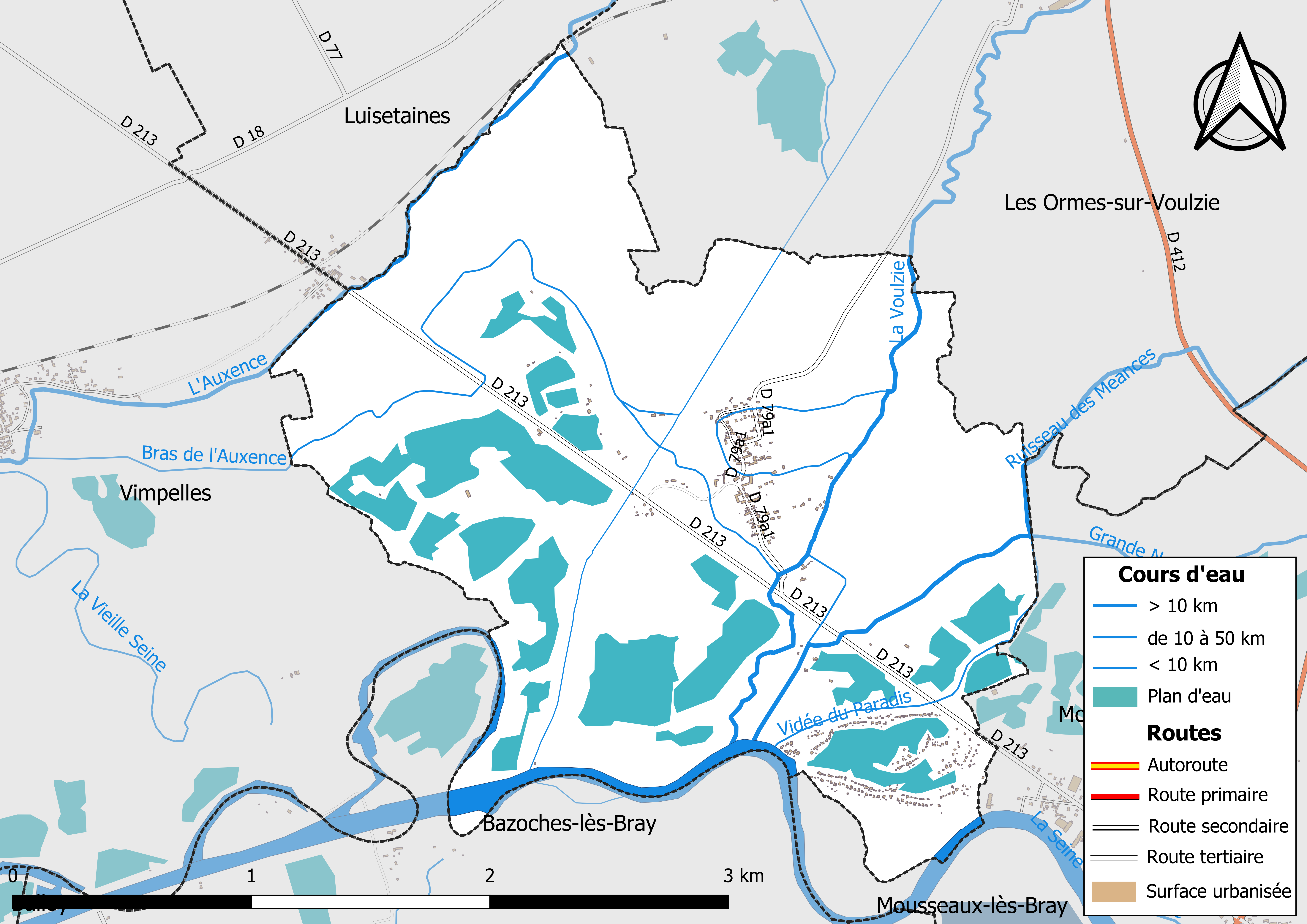
Carte des réseaux hydrographique et routier de Saint-Sauveur-lès-Bray.

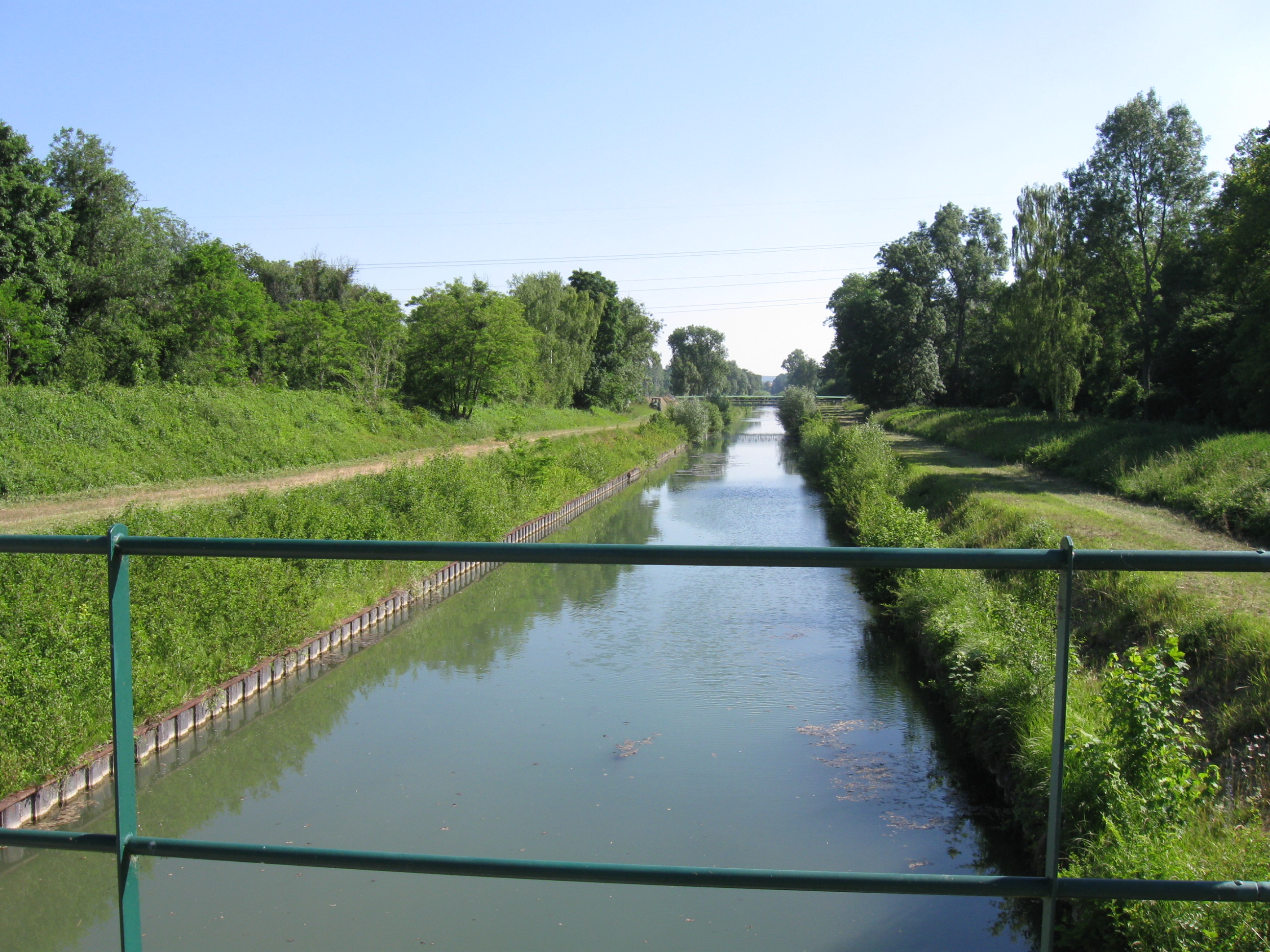
Le canal des Ormes.

Le réseau hydrographique de la commune se compose de onze cours d'eau référencés :
- la Seine, fleuve long de 774,76 km[3], en limite sud de la commune, ainsi que :
  - un bras[4] de 0,51 km[5] ;
  - l’écluse de la Grande Motte[4], 0,69 km[6] sur la Seine ;
  - le ruisseau des Méances, long de 27,14 km[7], et ;
  - la rivière Auxence (ou la Vieille Seine), longue de 34,18 km[8], en limite nord-ouest de la commune, et ;
    - un bras de l'Auxence, 4,19 km[9] ;

  - la rivière Voulzie, longue de 43,86 km[10], affluents de la Seine en rive droite, ainsi que :
    - un bras de 0,52 km[11] ;
    - un bras de 1,50 km[12] ;

  - la Vidée du Paradis, longue de 1,67 km[13], conflue avec la Seine ;
- le bras de la Voir Tracé Voulzie[4], 1,07 km[14].

La goujonne, affluent de la Seine
Par ailleurs, son territoire est également traversé par le canal des Ormes, aqueduc, conduite forcée de 24,31 km qui conflue avec la Voulzie ;
La longueur totale des cours d'eau sur la commune est de 16,6 km.

#### Gestion des cours d'eau
Afin d’atteindre le bon état des eaux imposé par la Directive-cadre sur l'eau du 23 octobre 2000, plusieurs outils de gestion intégrée s’articulent à différentes échelles : le SDAGE, à l’échelle du bassin hydrographique, et le SAGE, à l’échelle locale. Ce dernier fixe les objectifs généraux d’utilisation, de mise en valeur et de protection quantitative et qualitative des ressources en eau superficielle et souterraine. Le département de Seine-et-Marne est couvert par six SAGE, au sein du bassin Seine-Normandie.
La commune fait partie du SAGE « Bassée Voulzie », en cours d'élaboration en décembre 2020. Le territoire de ce SAGE concerne 144 communes dont 73 en Seine-et-Marne, 50 dans l'Aube, 15 dans la Marne et 6 dans l'Yonne, pour une superficie de 1 710 km2,. Le pilotage et l’animation du SAGE sont assurés par Syndicat Mixte Ouvert de l’eau potable, de l’assainissement collectif, de l’assainissement non collectif, des milieux aquatiques et de la démoustication (SDDEA), qualifié de « structure porteuse ».

### Climat
Pour des articles plus généraux, voir Climat de l'Île-de-France et Climat de Seine-et-Marne.
En 2010, le climat de la commune est de type climat océanique dégradé des plaines du Centre et du Nord, selon une étude du CNRS s'appuyant sur une série de données couvrant la période 1971-2000. En 2020, Météo-France publie une typologie des climats de la France métropolitaine dans laquelle la commune est exposée à un climat océanique altéré et est dans la région climatique Nord-est du bassin Parisien, caractérisée par un ensoleillement médiocre, une pluviométrie moyenne régulièrement répartie au cours de l’année et un hiver froid (3 °C).
Pour la période 1971-2000, la température annuelle moyenne est de 11 °C, avec une amplitude thermique annuelle de 15,9 °C. Le cumul annuel moyen de précipitations est de 687 mm, avec 10,9 jours de précipitations en janvier et 7,5 jours en juillet. Pour la période 1991-2020, la température moyenne annuelle observée sur la station météorologique la plus proche, située sur la commune de La Brosse-Montceaux à 18 km à vol d'oiseau, est de 12,0 °C et le cumul annuel moyen de précipitations est de 652,9 mm,. Pour l'avenir, les paramètres climatiques de la commune estimés pour 2050 selon différents scénarios d'émission de gaz à effet de serre sont consultables sur un site dédié publié par Météo-France en novembre 2022.

### Milieux naturels et biodiversité

#### Réseau Natura 2000

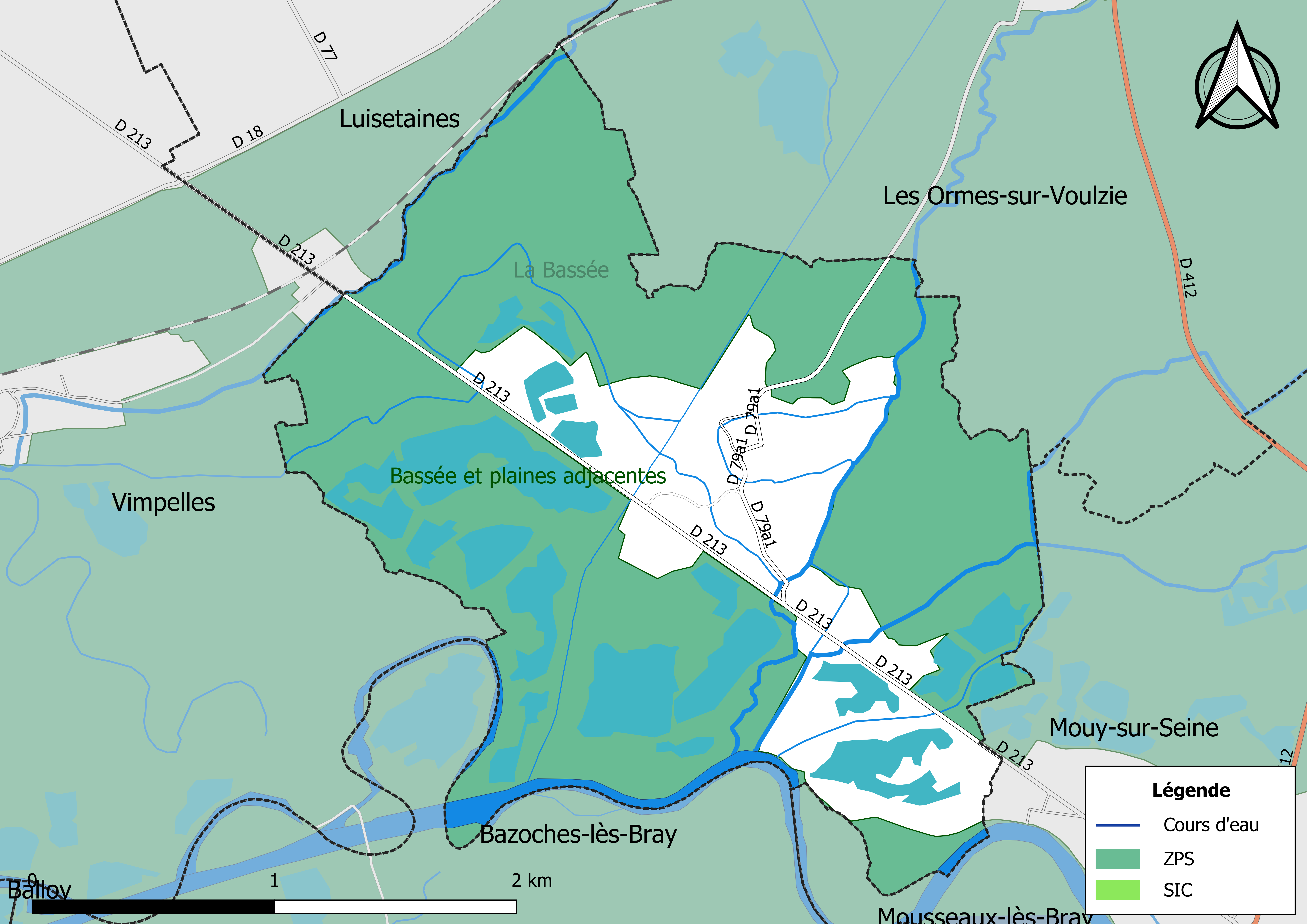
Sites Natura 2000 sur le territoire communal.

Le réseau Natura 2000 est un réseau écologique européen de sites naturels d’intérêt écologique élaboré à partir des Directives « Habitats » et « Oiseaux ». Ce réseau est constitué de Zones spéciales de conservation (ZSC) et de Zones de protection spéciale (ZPS). Dans les zones de ce réseau, les États Membres s'engagent à maintenir dans un état de conservation favorable les types d'habitats et d'espèces concernés, par le biais de mesures réglementaires, administratives ou contractuelles.
Un site Natura 2000 a été défini sur la commune au titre de la « directive Habitats », : 
- la « Bassée », d'une superficie de 1 403 ha, une vaste plaine alluviale de la Seine. Elle abrite la plus grande et l’une des dernières forêts alluviales du Bassin parisien ainsi qu’un ensemble relictuel de prairies humides[28],[29].

et un  au titre de la « directive Oiseaux » :  
- la « Bassée et plaines adjacentes », d'une superficie de 27 643 ha, une vaste plaine alluviale de la Seine bordée par un coteau marqué au nord et par un plateau agricole au sud. Elle abrite une importante diversité de milieux qui conditionnent la présence d’une avifaune très riche[30],[31].

#### Zones naturelles d'intérêt écologique, faunistique et floristique
L’inventaire des zones naturelles d'intérêt écologique, faunistique et floristique (ZNIEFF) a pour objectif de réaliser une couverture des zones les plus intéressantes sur le plan écologique, essentiellement dans la perspective d’améliorer la connaissance du patrimoine naturel national et de fournir aux différents décideurs un outil d’aide à la prise en compte de l’environnement dans l’aménagement du territoire.
Le territoire communal de Saint-Sauveur-lès-Bray comprend quatre ZNIEFF de type 1,, : 
- le « Marais de Volangis » (48,42 ha)[33] ;
- les « Marais du Vieux Mouy, Ruisseau des Meances et bois des Soixante » (144,13 ha), couvrant 3 communes du département[34] ;
- le « méandre de la Grande Bosse » (40,96 ha), couvrant 3 communes du département[35] ;
- le « plan d'eau de la Pièce Mare et de la Grande Prairie » (154,51 ha)[36] ;

et une ZNIEFF de type 2,, 
la « vallée de la Seine entre Montereau et Melz-sur-Seine (Bassée) » (14 216,75 ha), couvrant 26 communes du département.

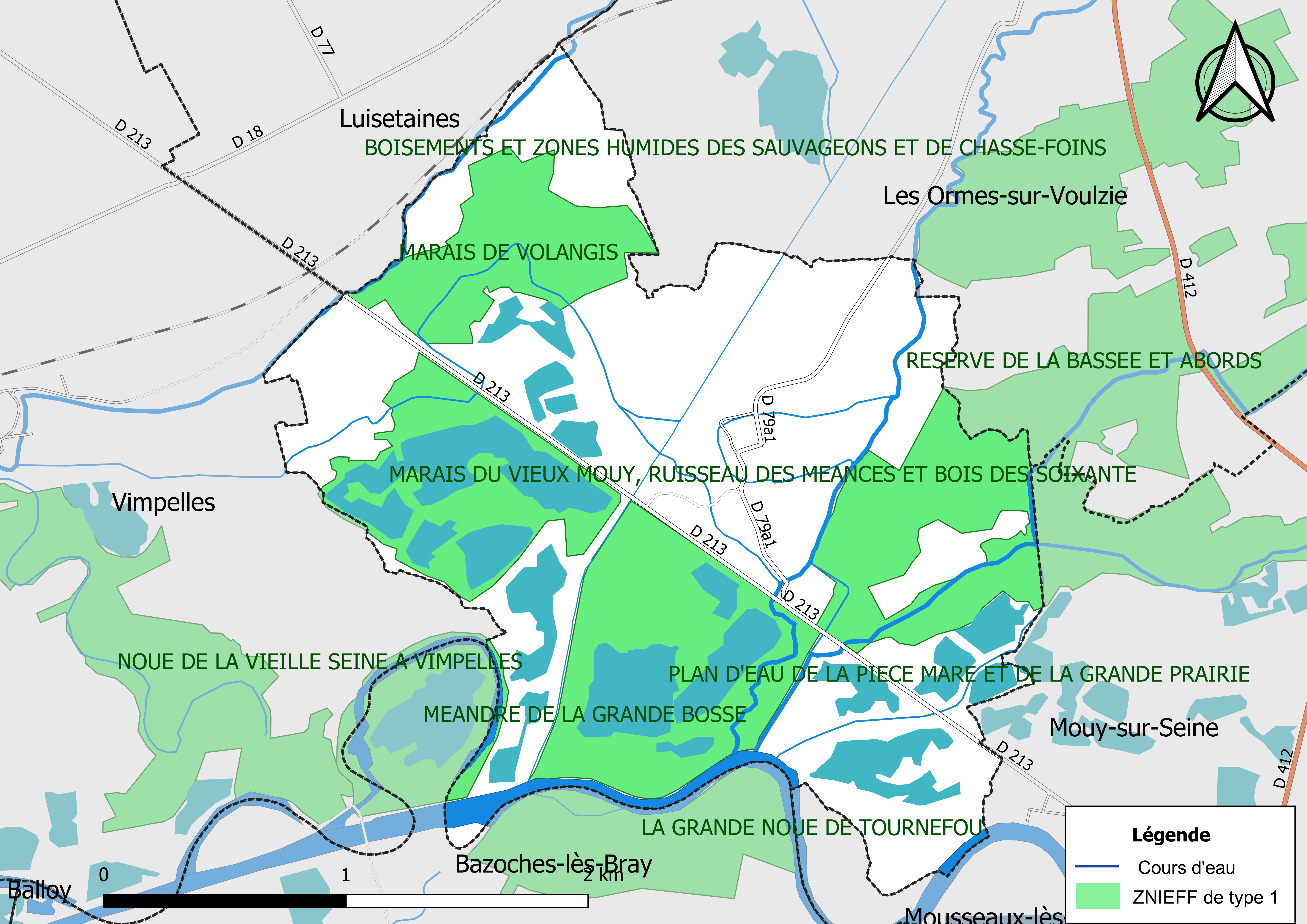
Carte des ZNIEFF de type 1 de la commune.
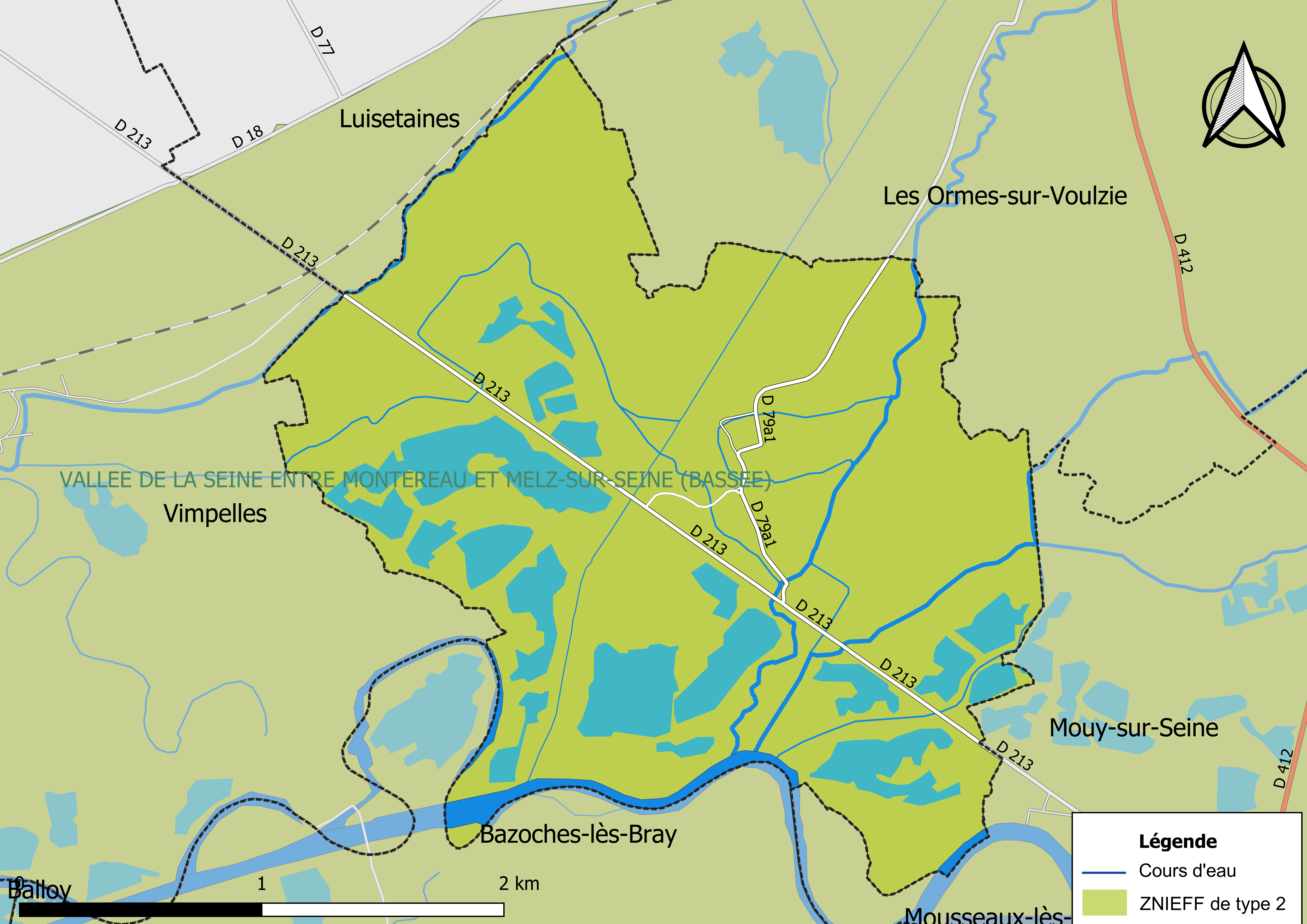
Carte des ZNIEFF de type 2 de la commune.

## Urbanisme

### Typologie
Au 1er janvier 2024, Saint-Sauveur-lès-Bray est catégorisée commune rurale à habitat dispersé, selon la nouvelle grille communale de densité à sept niveaux définie par l'Insee en 2022.
Elle est située hors unité urbaine. Par ailleurs la commune fait partie de l'aire d'attraction de Paris, dont elle est une commune de la couronne,. Cette aire regroupe 1 929 communes,.

### Lieux-dits et écarts
La commune compte 54 lieux-dits administratifs répertoriés consultables ici (source : le fichier Fantoir) dont la Goujonne.

### Occupation des sols
L'occupation des sols de la commune, telle qu'elle ressort de la base de données européenne d’occupation biophysique des sols Corine Land Cover (CLC), est marquée par l'importance des forêts et milieux semi-naturels (58,6 % en 2018), en augmentation par rapport à 1990 (53,6 %). La répartition détaillée en 2018 est la suivante : 
forêts (58,6% ), eaux continentales (25,8% ), terres arables (6,3% ), zones agricoles hétérogènes (5,4% ), zones urbanisées (4 %).
Parallèlement, L'Institut Paris Région, agence d'urbanisme de la région Île-de-France, a mis en place un inventaire numérique de l'occupation du sol de l'Île-de-France, dénommé le MOS (Mode d'occupation du sol), actualisé régulièrement depuis sa première édition en 1982. Réalisé à partir de photos aériennes, le Mos distingue les espaces naturels, agricoles et forestiers mais aussi les espaces urbains (habitat, infrastructures, équipements, activités économiques, etc.) selon une classification pouvant aller jusqu'à 81 postes, différente de celle de Corine Land Cover,,. L'Institut met également à disposition des outils permettant de visualiser par photo aérienne l'évolution de l'occupation des sols de la commune entre 1949 et 2018.

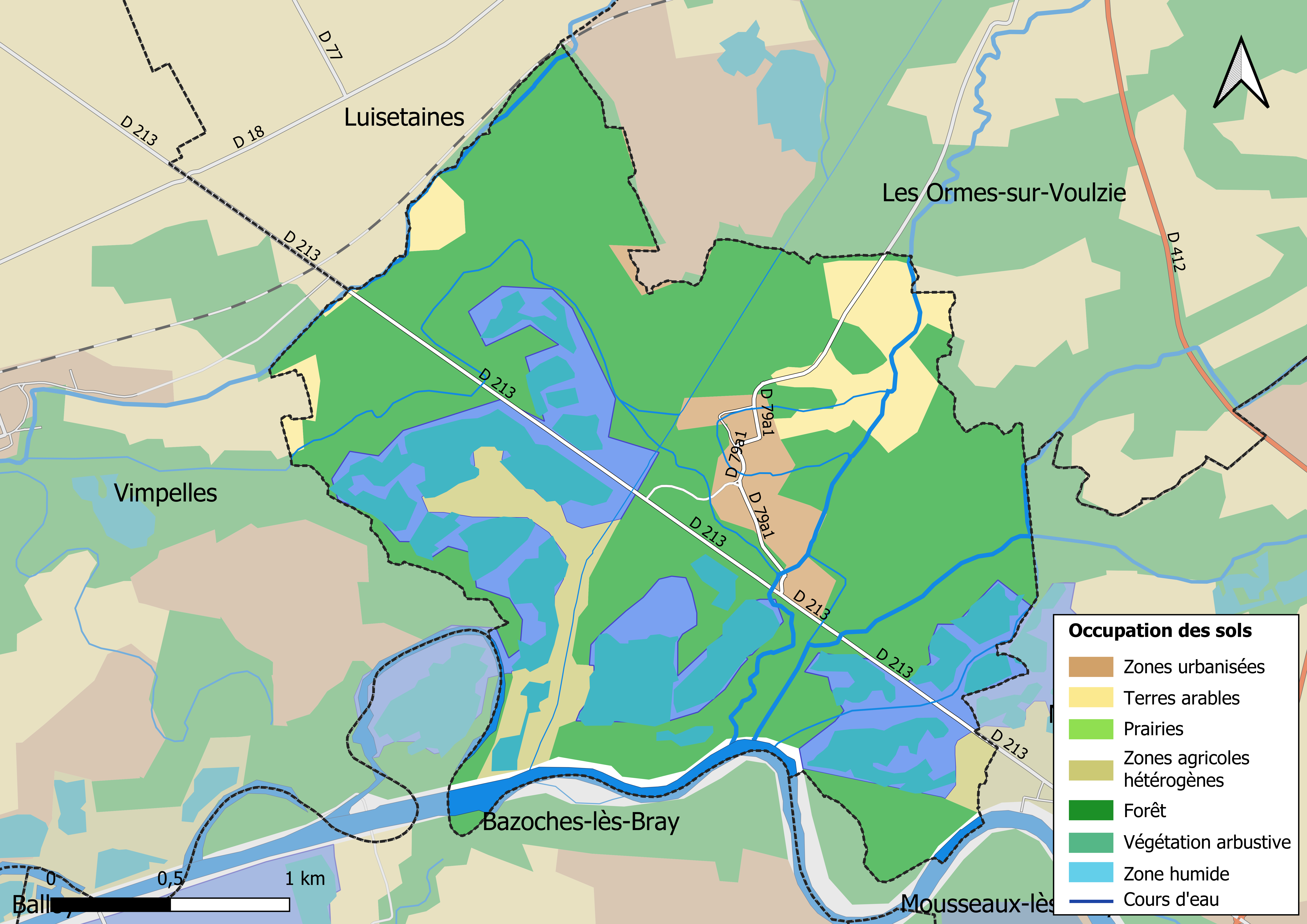
Carte des infrastructures et de l'occupation des sols en 2018 (CLC) de la commune.
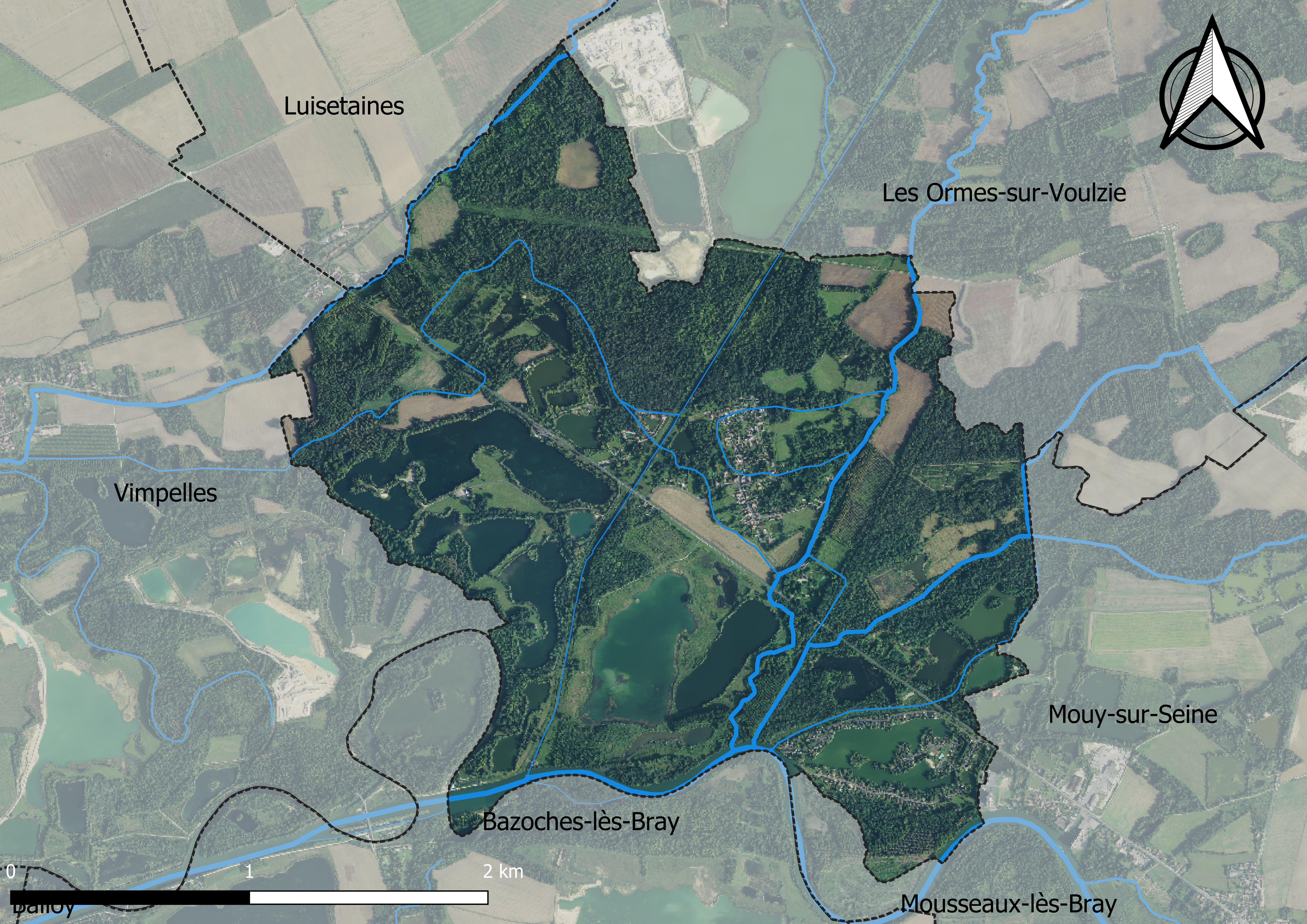
Carte orhophotogrammétrique de la commune.

### Planification
La loi SRU du 13 décembre 2000 a incité les communes à se regrouper au sein d’un établissement public, pour déterminer les partis d’aménagement de l’espace au sein d’un SCoT, un document d’orientation stratégique des politiques publiques à une grande échelle et à un horizon de 20 ans et s'imposant aux documents d'urbanisme locaux, les PLU (Plan local d'urbanisme). La commune est dans le territoire du SCOT Grand Provinois, dont le projet a été arrêté le 29 janvier 2020, porté par le syndicat mixte d’études et de programmation (SMEP) du Grand Provinois, qui regroupe les Communautés de Communes du Provinois et de Bassée-Montois, soit 82 communes.
La commune, en 2019, avait engagé l'élaboration d'un plan local d'urbanisme. Un plan local d'urbanisme intercommunal couvrant le territoire de la communauté de communes de la Bassée - Montois était en élaboration,.

### Logement
En 2016, le nombre total de logements dans la commune était de 252 dont 99,6 % de maisons.
Parmi ces logements, 63,9 % étaient des résidences principales, 32,5 % des résidences secondaires et 3,6 % des logements vacants.
La part des ménages fiscaux propriétaires de leur résidence principale s'élevait à 87,7 % contre 7,4 % de locataires et 4,9 % logés gratuitement.

### Voies de communication et transports

#### Transports
La commune est desservie par les lignes 3240, 3256, 3257, 3258 et 3260 du réseau de bus Provinois - Brie et Seine.

## Toponymie
Le nom de la localité est mentionné sous les formes Brociae Sancti Salvatoris en 1205 ; Sanctus Salvator juxta Brayum en 1241 ; Seint Sauveeur en 1262 ; Seint Sauveor en 1263 ; Saint Sauveour en 1325 ; Saint Sauveur en 1793 ; Saint-Sauveur-lès-Bray en 1801.
Saint-Sauveur est un nom de lieu qui tire son origine de l'attribut de « sauveur du monde » attaché à Jésus-Christ par les églises chrétiennes.
Bray serait gauloise ; elle signifierait : lieu marécageux, boueux.

## Histoire
Bouchard Ier de Bray fonda un prieuré dédié au saint Sauveur au nord de la Seine et de son château. La chronique sénonaise raconte qu’il y a déposé vers 958 des reliques de saint Paterne (qui fut moine à Saint-Pierre-le-Vif de Sens) et de saint Pavace (troisième évêque du Mans). À l’issue d'un conflit entre les Bray et Boson raptor, Renard de Sens exerça une sorte de « droit de dépouille » sur le site castral de Bray mais aussi sur le prieuré puisqu’il en rapatria les reliques dans sa tour maîtresse à Sens. Une faux diplôme de Lothaire dévoile un fait réaliste lorsqu’il parle de l’investissement de Bouchard pour le prieuré du consentement de sa femme et du conseil de leur frère Thibaud, fils de Thibaud Ier de Blois et de Provins, maître des lieux voisins (le Ormes). Et quand d’après la chronique sénonaise, ce comte de Blois exerce une pression sur Renard de Sens pour récupérer les reliques de Saint-Sauveur, c’est que ce dernier a outrepassé son droit de dépouille, le prieuré étant en terre provinoise et non sénonaise. Finalement Eudes Ier, le second fils de Thibaud Ier, récupèrera l’essentiel des biens et des droits de Saint-Sauveur et unira ce prieuré à l’abbaye chartraine de Bonneval.

## Politique et administration

### Liste des maires[57]
| 1808             | 1814 | LECLERC                                                                             |
| 1820             | 1823 | DELHABE                                                                             |
| 1824             | 1830 | OUDIN                                                                               |
| 1830             |      | Jean Raymond MAILLARD de CHANTELOU, propriétaire                                    |
| 9 novembre 1834  |      | Alexandre Isidore OUDIN, propriétaire, meunier négociant                            |
| 30 juillet 1848  |      | Jules Bernard Antoine DUPAS, propriétaire                                           |
| 15 juillet 1855  |      | Jasmin FAUVAU                                                                       |
| 7 août 1870      |      | Pierre Camille LATYAGUE, propriétaire                                               |
| 8 octobre 1876   |      | Marie Ernest HUE (Le Baron), propriétaire                                           |
| 3 juillet 1895   |      | Louis Gottefried LEBOEUF, ancien surveillant                                        |
| 10 décembre 1895 |      | Alexandre FAUVAU, cultivateur                                                       |
| 17 mai 1896      |      | Jacques Alexandre PLOYÉ, rentier                                                    |
| 23 juillet 1896  |      | Edouard BRUYER, rentier                                                             |
| 9 juin 1898      |      | Étienne Xavier BILLET                                                               |
| 20 mai 1900      |      | Victor Alexis HATTON, cultivateur                                                   |
| 15 mai 1904      |      | Baron Gontran HUE, propriétaire                                                     |
| 10 décembre 1919 |      | Nestor BLAUDET, agent                                                               |
| 13 mars 1921     |      | Aristide MOUILLARD, cultivateur                                                     |
| 17 mai 1925      |      | Baron Gontran HUE, propriétaire                                                     |
| 12 décembre 1937 |      | Baron François HUE                                                                  |
| 7 mai 1953       |      | François HUE                                                                        |
| 13 mars 1977     |      | Lucien VITU                                                                         |
| 11 mars 1983     |      | Anne-Marie Charle, DVD, retraitée, ancienne présidente de la Communauté de communes |
| 2020             |      | Gerard Jambut                                                                       |

## Équipements et services

### Eau et assainissement
L’organisation de la distribution de l’eau potable, de la collecte et du traitement des eaux usées et pluviales relève des communes. La loi NOTRe de 2015 a accru le rôle des EPCI à fiscalité propre en leur transférant cette compétence. Ce transfert devait en principe être effectif au 1er janvier 2020, mais la loi Ferrand-Fesneau du 3 août 2018 a introduit la possibilité d’un report de ce transfert au 1er janvier 2026,.

#### Assainissement des eaux usées
En 2020, la commune de Saint-Sauveur-lès-Bray ne dispose pas d'assainissement collectif,.
L’assainissement non collectif (ANC) désigne les installations individuelles de traitement des eaux domestiques qui ne sont pas desservies par un réseau public de collecte des eaux usées et qui doivent en conséquence traiter elles-mêmes leurs eaux usées avant de les rejeter dans le milieu naturel. La communauté de communes de la Bassée - Montois (CCBM) assure pour le compte de la commune le service public d'assainissement non collectif (SPANC), qui a pour mission de vérifier la bonne exécution des travaux de réalisation et de réhabilitation, ainsi que le bon fonctionnement et l’entretien des installations,.

#### Eau potable
En 2020, l'alimentation en eau potable est assurée par le syndicat de l'Eau de l'Est seine-et-marnais (S2E77) qui en a délégué la gestion à l'entreprise Suez, dont le contrat expire le 30 mars 2025,,.
Les nappes de Beauce et du Champigny sont classées en zone de répartition des eaux (ZRE), signifiant un déséquilibre entre les besoins en eau et la ressource disponible. Le changement climatique est susceptible d’aggraver ce déséquilibre. Ainsi afin de renforcer la garantie d’une distribution d’une eau de qualité en permanence sur le territoire du département, le troisième Plan départemental de l’eau signé, le 3 octobre 2017, contient un plan d’actions afin d’assurer avec priorisation la sécurisation de l’alimentation en eau potable des Seine-et-Marnais. A cette fin a été préparé et publié en décembre 2020 un schéma départemental d’alimentation en eau potable de secours dans lequel huit secteurs prioritaires sont définis. La commune fait partie du secteur Bassée Montois.

## Population et société

### Démographie
L'évolution du nombre d'habitants est connue à travers les recensements de la population effectués dans la commune depuis 1793. Pour les communes de moins de 10 000 habitants, une enquête de recensement portant sur toute la population est réalisée tous les cinq ans, les populations de référence des années intermédiaires étant quant à elles estimées par interpolation ou extrapolation. Pour la commune, le premier recensement exhaustif entrant dans le cadre du nouveau dispositif a été réalisé en 2007.

En 2022, la commune comptait 355 habitants, en stagnation par rapport à 2016 (Seine-et-Marne : +3,92 %, France hors Mayotte : +2,11 %).
| 1793 | 1800 | 1806 | 1821 | 1831 | 1836 | 1841 | 1846 | 1851 |
| ---- | ---- | ---- | ---- | ---- | ---- | ---- | ---- | ---- |
| 225  | 241  | 235  | 222  | 236  | 237  | 244  | 235  | 233  |

| 1856 | 1861 | 1866 | 1872 | 1876 | 1881 | 1886 | 1891 | 1896 |
| ---- | ---- | ---- | ---- | ---- | ---- | ---- | ---- | ---- |
| 223  | 206  | 213  | 184  | 191  | 190  | 186  | 184  | 165  |

| 1901 | 1906 | 1911 | 1921 | 1926 | 1931 | 1936 | 1946 | 1954 |
| ---- | ---- | ---- | ---- | ---- | ---- | ---- | ---- | ---- |
| 152  | 160  | 132  | 121  | 124  | 120  | 123  | 123  | 119  |

| 1962 | 1968 | 1975 | 1982 | 1990 | 1999 | 2006 | 2007 | 2012 |
| ---- | ---- | ---- | ---- | ---- | ---- | ---- | ---- | ---- |
| 105  | 69   | 98   | 172  | 214  | 287  | 312  | 316  | 347  |

| 2017 | 2022 | - | - | - | - | - | - | - |
| ---- | ---- | - | - | - | - | - | - | - |
| 359  | 355  | - | - | - | - | - | - | - |

Le nombre de logements sur la commune a été estimé à 246 en 2007.

### Enseignement
La commune ne dispose pas d’école primaire publique (maternelle ou élémentaire).

## Économie

### Revenus de la population et fiscalité
En 2017, le nombre de ménages fiscaux de la commune était de 168, représentant 372 personnes et la  médiane du revenu disponible par unité de consommation  de 23 560 euros.

### Emploi
En 2017 , le nombre total d’emplois dans la zone était de 68, occupant 156 actifs  résidants.
Le taux d'activité de la population (actifs ayant un emploi) âgée de 15 à 64 ans s'élevait à 69,8 % contre un taux de chômage de 6,5 %.
Les 23,7 % d’inactifs se répartissent de la façon suivante : 6 % d’étudiants et stagiaires non rémunérés, 9,8 % de retraités ou préretraités et 7,9 % pour les autres inactifs.

### Entreprises et commerces
En 2018, le nombre d'établissements actifs était de 21 dont 4 dans l’industrie manufacturière, industries extractives et autres, 
4 dans la construction, 5 dans le commerce de gros et de détail, transports, hébergement et restauration, 2 dans les activités financières et d'assurance, 1 dans les activités immobilières, 3 dans les activités spécialisées, scientifiques et techniques et activités de services administratifs et de soutien, et  2  étaient relatifs aux autres activités de services.
En 2019, une entreprise a été créée sur le territoire de la commune.
Au 1er janvier 2020, la commune ne disposait pas d’hôtel et de terrain de camping.

### Agriculture
Saint-Sauveur-lès-Bray est dans la petite région agricole dénommée la « Bassée » ou « Basse Seine », au sud-est du département. En 2010, l'orientation technico-économique de l'agriculture sur la commune est la culture de céréales et d'oléoprotéagineux (COP).
Si la productivité agricole de la Seine-et-Marne se situe dans le peloton de tête des départements français, le département enregistre un double phénomène de disparition des terres cultivables (près de 2 000 ha par an dans les années 1980, moins dans les années 2000) et de réduction d'environ 30 % du nombre d'agriculteurs dans les années 2010. Cette tendance n'est pas confirmée au niveau de la commune qui voit le nombre d'exploitations rester constant entre 1988 et 2010. Parallèlement, la taille de ces exploitations augmente, passant de 95 ha en 1988 à 177 ha en 2010.
Le tableau ci-dessous présente les principales caractéristiques des exploitations agricoles de Saint-Sauveur-lès-Bray, observées sur une période de 22 ans : 
|                                      | 1988 | 2000 | 2010 |
| ------------------------------------ | ---- | ---- | ---- |
| Dimension économique,                |      |      |      |
| Nombre d’exploitations (u)           | 1    | 0    | 1    |
| Travail (UTA)                        | 1    | 0    | 2    |
| Surface agricole utilisée (ha)       | 95   | 0    | 177  |
| Cultures                             |      |      |      |
| Terres labourables (ha)              | s    | 0    | s    |
| Céréales (ha)                        | s    |      | s    |
| dont blé tendre (ha)                 | s    |      | s    |
| dont maïs-grain et maïs-semence (ha) | s    |      |      |
| Tournesol (ha)                       | s    |      |      |
| Colza et navette (ha)                | 0    |      | s    |
| Élevage                              |      |      |      |
| Cheptel (UGBTA)                      | 0    | 0    | 0    |

## Culture locale et patrimoine

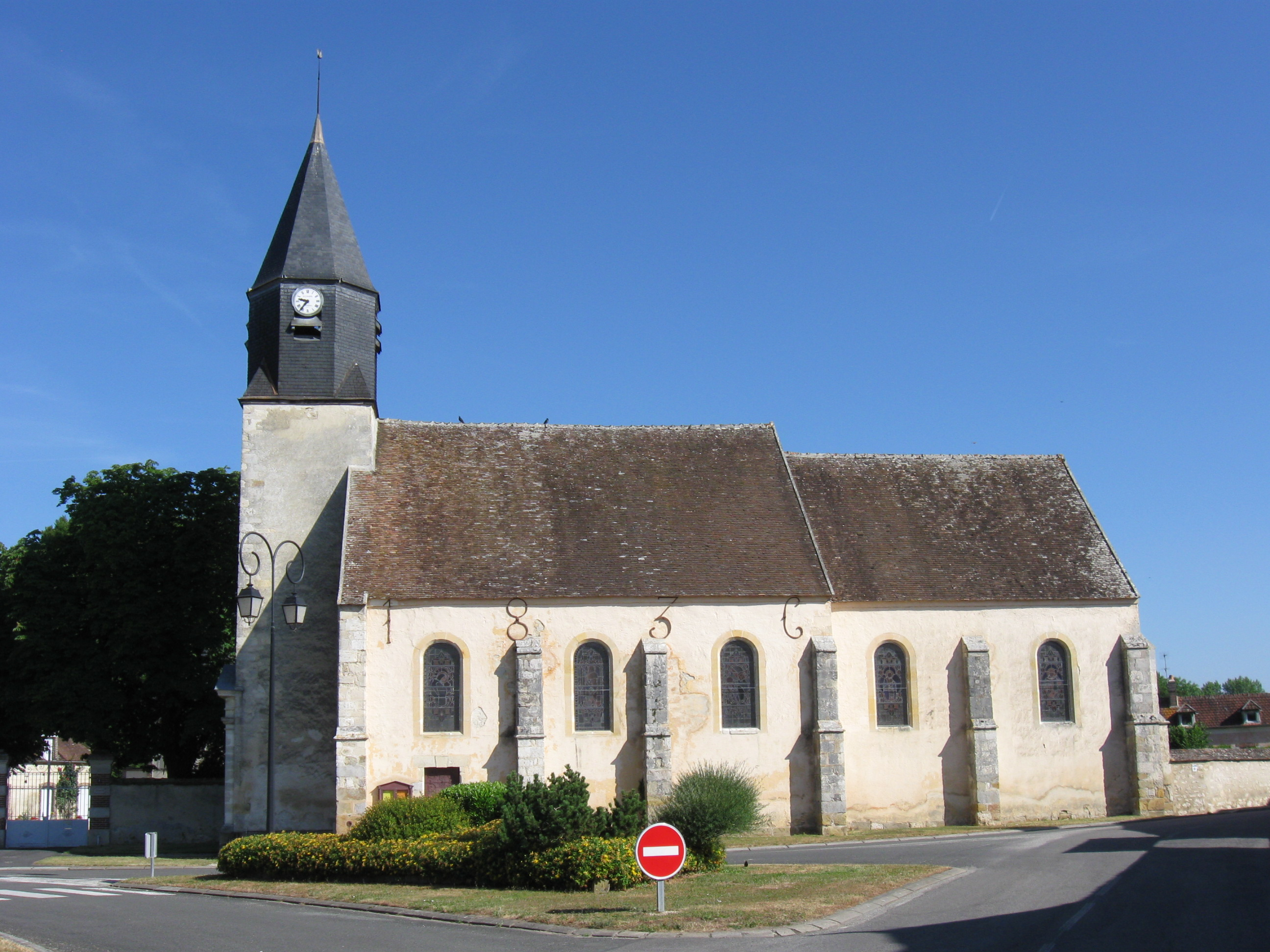
L'église.

### Lieux et monuments
- Église placée sous le vocable de saint Paterne et à saint Pavace (troisième évêque du Mans), XIXe siècle[81].

### Personnalités liées à la commune
Jules Berger de Xivrey (1801-1863), bibliothécaire et historien français y est décédé.

## Héraldique
| Blason à dessiner | Blason  | D'or à la croix de gueules cantonnée au 1er d'une cloche de sable, au 2e d'une hure de sanglier d'azur, au 3e d'un poisson contourné du même, au 4e d'un fer de moulin de sable. |
| Blason à dessiner | Détails | Le statut officiel du blason reste à déterminer. |